# Чарлстаун (тауншип, Миннесота)
Чарлстаун (англ. Charlestown) — тауншип в округе Редвуд, Миннесота, США. На 2000 год его население составило 217 человек.

## География
По данным Бюро переписи населения США площадь тауншипа составляет 87,6 км², из которых 87,6 км² занимает суша, a вода составляет 0,03 %.

## Демография
По данным переписи населения 2000 года здесь находились 217 человек, 86 домохозяйств и 70 семей.  Плотность населения —  2,5 чел./км².  На территории тауншипа расположено 95 построек со средней плотностью 1,1 построек на один квадратный километр. Расовый состав населения: 98,16 % белых, 0,46 % c Тихоокеанских островов и 1,38 % приходится на две или более других рас.
Из 86 домохозяйств в 29,1 % воспитывались дети до 18 лет, в 76,7 % проживали супружеские пары, в 2,3 % проживали незамужние женщины и в 18,6 % домохозяйств проживали несемейные люди. 12,8 % домохозяйств состояли из одного человека, при том 2,3 % из — одиноких пожилых людей старше 65 лет. Средний размер домохозяйства — 2,52, а семьи — 2,80 человека.
24,0 % населения — младше 18 лет, 5,1 % — в возрасте от 18 до 24 лет, 22,6 % — от 25 до 44, 35,5 % — от 45 до 64, и 12,9 % — старше 65 лет. Средний возраст — 44 года. На каждые 100 женщин приходилось 126,0 мужчин.  На каждые 100 женщин старше 18 приходилось 120,0 мужчин.
Средний годовой доход домохозяйства составлял 44 688 долларов, а средний годовой доход семьи —  46 500 долларов. Средний доход мужчин —  27 000  долларов, в то время как у женщин — 23 125. Доход на душу населения составил 20 984 доллара. За чертой бедности находились 4,1 % семей и 6,8 % всего населения тауншипа, из которых 10,6 % младше 18 и 8,0 % старше 65 лет.